# B'eirth
B'eirth, pseudonimo di Bobin Jon Michael Eirth (Ohio, 25 marzo 1973), è un cantante statunitense, membro e leader del gruppo musicale psych folk In Gowan Ring.